# Melodifestivalen 2011

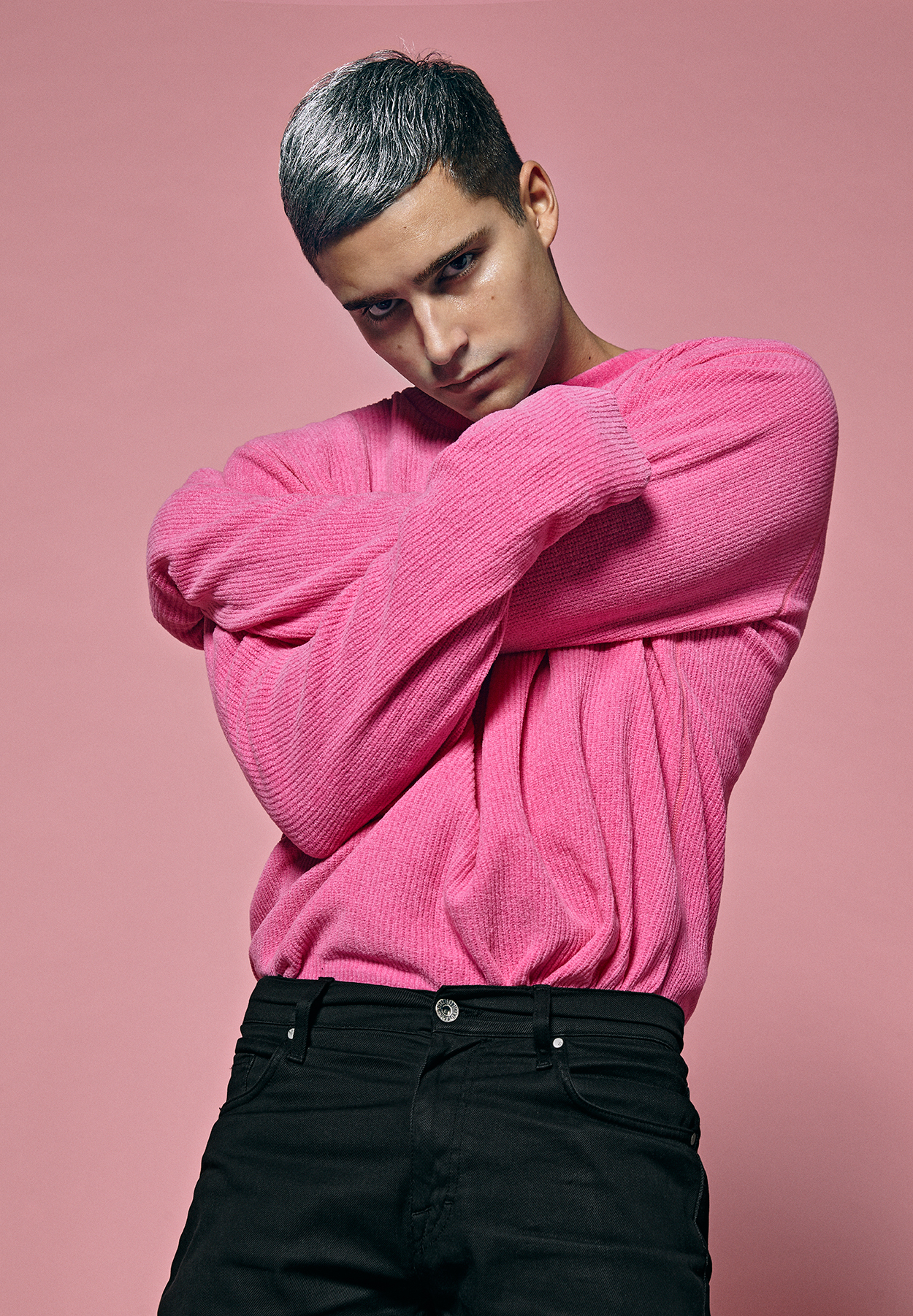
Eric Saade (här avbildad i februari 2016) vann Melodifestivalen 2011 med låten "Popular". Eric Saade tävlade även i Melodifestivalen 2010.

Melodifestivalen 2011 var den 51:a upplagan av Melodifestivalen tillika Sveriges uttagning till Eurovision Song Contest 2011, som detta år arrangerades i Düsseldorf i Tyskland. Tävlingen utgjordes av en turné bestående av fyra deltävlingar à åtta bidrag, uppsamlingsheatet Andra chansen och slutligen en final där vinnaren, ”Popular” med Eric Saade, korades.

## Tävlingsupplägg
Sveriges Television lät för tionde året i rad använda sig av det deltävlingsformat som inför 2002 års tävling introducerades till tävlingen; tittarna avgjorde genom telefonröstning resultatet i de fyra deltävlingarna och uppsamlingsheatet Andra chansen, innan en final arrangerades. De fyra deltävlingarna sändes detta år från Luleå, Göteborg, Linköping och Malmö, Andra chansen från Sundsvall och finalen från Stockholm. Av rekordmånga 3 832 inskickade bidrag, varav 424 till webbjokern, utsågs 32 tävlingsbidrag. Inför årets tävling lät Sveriges Television genomföra en rad förändringar kring hur dessa utsågs, bland annat genom att utöka antalet bidrag Sveriges Television själva utsåg från fyra till femton; emellertid slopades benämningen av dessa bidrag som "jokrar". En urvalsjury, tillsatt av Sveriges Television, valde med Svenska musikförläggarföreningens hjälp ut ytterligare femton, varpå tittarna för andra året i rad utsåg resterande bidrag genom webbjokern, detta år två istället för ett.
Varje deltävling avgjordes i två omgångar; i den första röstade tittarna vidare fem bidrag, varav ett, det med flest röster, till final, och fyra till omgång två, som sedan visades i kortare versioner i form av en snabbrepris; i den andra röstade tittarna vidare ytterligare ett bidrag, det med flest röster, till final, och de två med näst och tredje flest röster till uppsamlingsheatet Andra chansen, varpå det med fjärde flest röster fick lämna tävlingen. Totalt gick alltså 16 bidrag vidare från de fyra deltävlingarna, åtta till final och åtta till Andra chansen; de nionde och tionde finalplatserna utsågs av tittarna i dueller under det sistnämnda uppsamlingsheatet. Finalen utgjordes sedermera av tio bidrag. Likt tidigare år delade tittarna där makten med elva jurygrupper. Den internationella jury som Sveriges Television lät införa till tävlingen 2009 kom från och med detta år att utgöra samtliga jurygrupper i finalen; Sveriges Television avvecklade de tidigare svenska jurygrupperna, och argumenterade samtidigt för att en till fullo internationell jury skulle bidra till att vända den negativa placeringstrend Sverige hade stått inför i Eurovision Song Contest sedan några år tillbaka.
För att markera tioårsjubileet av Melodifestivalens turnéformat lanserade Sveriges Television den 13 september 2010 en ny logotyp för tävlingen.

### Regelverk
I enlighet med Melodifestivalens regelverk skulle tävlande artister och bidrag förhålla sig till följande:
- Svenska medborgare, som var folkbokförda i Sverige hösten 2010, fick skicka in bidrag till tävlingen; undantaget var personer som under perioden 1 oktober 2010–30 mars 2011 var anställda av Sveriges Television.
- Låtarna som skickades in fick inte överstiga tre minuter, och fick inte ha varit publicerade tidigare; Sveriges Television beslutade i sin tur när tävlingsbidragen fick släppas.
- Sveriges Television hade full beslutsrätt i att välja artist(er) till samtliga bidrag, varför de(n) som sjöng på respektive låts demoversion skulle vara beredd(a) på att framföra bidraget i tävlingen.
- Inskickade bidrag fick framföras på valfritt språk; i samband med inskickning skulle en svensk text till låtar som inte sjöngs på svenska eller engelska bifogas.
- Medverkande personer på scen, max åtta till antalet, skulle vara fyllda 16 år dagen då Eurovision Song Contest skulle komma att arrangeras, och skulle framföra all sång, utom eventuell körsång, live.
- Sveriges Television hade rätt att när som helst diskvalificera bidrag.
- Sveriges Television reserverade på förhand tio av de trettiotvå platserna åt svenskspråkiga bidrag; siffran kom senare att justeras.

Sveriges Television lät dessutom presentera en rad förändringar i regelverket:
- Icke-svenska medborgare kunde för första gången skicka in bidrag till tävlingen i sällskap av minst en svensk medborgare.
- Inskickning via post tilläts från och med detta år inte, varpå inskickning via Melodifestivalens hemsida tilläts som enda inskickningsmetod.

## Datum och händelser
- Den 9 juli 2010 presenterades nya regler och förändringar i uttagningsprocessen av Melodifestivalen 2011.[8][9]
- Den 13 september 2010 meddelades vilka städer som skulle agera värdar under de sex sändningarna.[10]
- Den 13 september visade Sveriges Television upp tävlingens nya logotyp.[11]
- Den 21 oktober 2010 släpptes biljetterna till deltävlingarna, Andra chansen och finalen[12].
- Den 17 november 2010 meddelade Sveriges Television att Marie Serneholt och Rickard Olsson skulle programleda tävlingen.[13]
- Den 22 och 29 november 2010 presenterade Sveriges Television startfältet i deltävlingarna.[14][15]
- Den 5 januari 2011 offentliggjordes startordningen i deltävlingarna.[16]
- Den 10 januari 2011 presenterade Sveriges Television förändringar i upplägget.[17]

### Turnéplan
- Lördagen den 5 februari 2011 – Deltävling 1, Coop Norrbotten Arena, Luleå
- Lördagen den 12 februari 2011 – Deltävling 2, Scandinavium, Göteborg
- Lördagen den 19 februari 2011 – Deltävling 3, Cloetta Center, Linköping
- Lördagen den 26 februari 2011 – Deltävling 4, Malmö Arena, Malmö
- Lördagen den 5 mars 2011 – Andra chansen, Nordichallen, Sundsvall
- Lördagen den 12 mars 2011 – Final, Globen, Stockholm

## Webbjokern
För andra året i rad arrangerade Sveriges Television den så kallade Webbjokern. Tävlingen gick ut på att musiker utan tidigare utgivna verk knutna till något skivbolag fick skicka in bidrag och göra upp om två platser i Melodifestivalen.

### Regelverk
I enlighet med Webbjokerns regelverk skulle tävlande artister och bidrag förhålla sig till följande:
- Varken bidragens upphovsmän eller de tävlande artisterna fick vara knutna till något skivbolag och därigenom givit ut musik.
- Låtarna som skickades in fick inte överstiga tre minuter, och fick inte ha varit publicerade tidigare; de bidrag som röstades ut kunde, som artister och upphovsmän så önskade, publiceras, medan de slutliga vinnarbidragen placerades i karantän inför tävlan i deltävlingen.
- Inskickade bidrag som togs ut till medverkan kunde inte skickas in på nytt kommande år.
- De tävlande bidragen fick inte spelas offentligt annat än på SVT Play under tiden de tävlade.

Nytt för i år var också att:
- bidrag skulle skickas med rörligt bildmaterial i form av film eller bildspel där artisten eller gruppen skulle medverka,[19]
- man som mest kunde rösta upp till hundra gånger per mobilnummer,
- räkneverken nollställdes då endast tjugo av de tävlande bidragen återstod.

### Tävlingsupplägg och resultat
Antalet inskickade bidrag mellan den 9 juli och 21 september 2010 uppgick till totalt 424 stycken. Av dessa godkände Sveriges Television 232, som därför publicerades på Melodifestivalens hemsida. Tävlingen inleddes den 11 oktober 2010 och avgjordes veckovis genom SMS-röstning;
- efter sju dagar eliminerades samtliga bidrag som då hade placerat sig högre än plats 100;
- efter fjorton dagar eliminerades samtliga bidrag som då hade placerat sig högre än plats 50;
- efter sexton dagar eliminerades samtliga bidrag som då hade placerat sig högre än plats 20;
- efter arton dagar eliminerades samtliga bidrag som då hade placerat sig högre än plats 15;
- efter tjugo dagar eliminerades samtliga bidrag som då hade placerat sig högre än plats 10.

Den 1 november 2010 inleddes finalveckan. Fram till den 5 november eliminerades ett bidrag om dagen, för att finalen sedermera skulle bestå av fem bidrag. Denna avgjordes den 8 november 2010 i SVT24 klockan 20:00–20:45 med Christer Björkman och Henric von Zweigbergk som programledare. Bidragen "Better Or Worse", framfört av Julia Alvgard, och "On My Own", framfört av Jonas Mattsson, röstades fram som vinnare och fick därmed varsin plats i Melodifestivalen.

## Deltävlingarna
| Återkommande artister          | Återkommande artister                                  | Återkommande artister                       |
| Artist                         | Tidigare år (plac.)                                    | Tidigare år (plac.)                         |
| Artist                         | Mel.                                                   | ESC                                         |
| ------------------------------ | ------------------------------------------------------ | ------------------------------------------- |
| Danny Saucedo                  | 2009 (3:a)                                             | –                                           |
| Elisabeth Andreassen           | 1981 (2:a) 1982 (1:a) 1984 (6:a) 1990 (7:a) 2002 (3:a) | 1982 (8:a) 1985 (1:a) 1994 (6:a) 1996 (2:a) |
| Eric Saade                     | 2010 (3:a)                                             | –                                           |
| Jenny Silver                   | 2010 (u.r.)                                            | –                                           |
| Linda Bengtzing                | 2005 (10:a) 2006 (7:a) 2008 (5:a)                      | –                                           |
| Linda Pritchard                | 2010 (u.r.)                                            | –                                           |
| Sanna Nielsen                  | 2001 (3:a) 2003 (5:a) 2005 (8:a) 2007 (7:a) 2008 (2:a) | –                                           |
| Sebastian                      | 2007 (8:a)                                             | –                                           |
| Shirley Clamp                  | 2003 (u.r.) 2004 (2:a) 2005 (4:a) 2009 (u.r.)          | –                                           |
| 1. 2. 3. 4. 5. 6. 7. 8. 9. 10. |                                                        |                                             |

Deltävlingarna direktsändes i SVT1 varje lördag klockan 20.00–21.30. Tittarna avgjorde på egen hand resultatet i två omgångar; bidragen med flest och näst flest röster gick från omgång ett respektive två till final, medan bidragen med tredje respektive fjärde flest röster gick vidare till uppsamlingsheatet Andra chansen. De tre lägst placerade bidragen gallrades bort av tittarna redan efter första omgången, varpå räkneverken nollställdes för kvarvarande inför omgång två; det bidrag mest lägst antal röster i denna omgång fick sedermera också lämna tävlingen.
Likt tidigare år avgjorde tittarna resultatet genom att ringa. Tittarna kunde rösta genom att ringa antingen 099-902 0X, där X var bidragets startnummer, för 9,90 kronor, vilka oavkortat gick till Radiohjälpen, eller 099-202 0X, där X var bidraget startnummer, för 3,60 kronor per samtal. Det gick även att SMS-rösta genom att skicka bidragets startnummer till antingen 72 999, för 9,90 kronor vilka oavkortat gick till Radiohjälpen, eller 72 211, för 3,60 kronor per SMS. Bidragen som gick vidare till röstningsomgång två behöll sina respektive startnummer.
För andra gången sedan deltävlingsformatets införande offentliggjordes samtliga bidrags placeringar i samband med resultatuppläsningen i deltävlingarna. Bidragen på plats sex, sju och åtta slogs likt tidigare ut efter den första omgången, medan bidraget på plats ett gick vidare till final. När resultatet i den andra röstningsomgången skulle läsas upp ställde Sveriges Television bidragen på plats fyra och fem mot varandra i bild när det första bidraget som hade gått till Andra chansen skulle ropas upp; kvar återstod då bidragen på plats två och tre, där det förstnämnda gick till final och det sistnämnda till Andra chansen. Ett undantag gjordes dock i den tredje deltävlingen, där bidragen på plats tre och fyra bytte plats i rutan. Hur många röster varje bidrag hade fått redovisades först dock efter finalen.
Flera artister och bidrag väckte inför turnén uppseende bland media. Anders Fernettes bidrag "Don't Stop" diskvalificerades av Sveriges Television den 29 november 2010 eftersom det olovligt hade publicerats på internet. Han kom istället att framföra bidraget "Run" i tävlingen. Även gruppen Love Generation stötte på problem när en kortversion av deras tävlingsbidrag läckte ut på internet via den brittiska webbutiken Amazon. Sveriges Television valde emellertid att inte diskvalificera bidraget eftersom varken gruppen eller skivbolaget hade haft för avsikt att publicera låten i förtid. Gruppen Melody Club meddelade strax före sin medverkan att deras bandmedlem Richard Ankers hade lämnat bandet eftersom han kort dessförinnan blivit indragen i en rättsprocess rörande kvinnofridskränkning.
Ett tekniskt fel gjorde att Sveriges Television av misstag meddelade att gruppen Le Kid hade gått vidare till Andra chansen, när det i själva verket var Jenny Silver som skulle ropas upp. Då det fjärdeplacerade bidraget skulle ropas upp till Andra chansen ställdes till en början den sistnämnde mot Pernilla Andersson i bild; Pernilla Andersson slutade emellertid på fjärde plats, medan Le Kid röstades ut som femma i deltävlingen.

Efter turnéns slut riktade media kritik mot Sveriges Television rörande mängden körer och förinspelad sång på bidragen. Efter att både Danny Saucedos och Sara Lumholdts framträdanden skapat rubriker svarade Christer Björkman i en intervju med Aftonbladet. Han sade då att:
Enligt regelverket får det inte förekomma en förinspelad dub av artisten själv på melodistämman. Men det där är alltid en gråzon för det ligger alltid en melodistämma i ett körpaket också. /.../ Nu ska vi titta på det här igen. Är det så att alla låtar låter likadant, då kan vi lätta på regeln. Nästan alla har någon som står i kulissen och sjunger och det är därför det har varit lite svårt att veta exakt vad som har legat i back track och vad som är från kulissen. (Christer Björkman, 2011:03)

### Deltävling 1: Luleå
Deltävlingen sändes från Coop Norrbotten Arena i Luleå lördagen den 5 februari 2011.
Sändningen blev nummer 100 i ordningen sedan Melodifestivalens start.

#### Startfält
Bidragen presenteras nedan i startordning.
| Nr | Artist                                             | Bidrag                 | Text och musik                                                 |
| -- | -------------------------------------------------- | ---------------------- | -------------------------------------------------------------- |
| 1  | Dilba                                              | Try Again              | Linda Sonnvik, Niklas Pettersson                               |
| 2  | Swingfly feat. Beatrice Stars & Christoffer Hiding | Me and My Drum         | Johan Ramström, Patrik Magnusson, Richard Silva II, Teron Beal |
| 3  | Jenny Silver                                       | Something in Your Eyes | Erik Bernholm, Henrik Sethsson, Thomas G:son                   |
| 4  | Jonas Matsson                                      | On My Own              | Peter Autio, Sari Autio Olsson                                 |
| 5  | Le Kid                                             | Oh My God              | Anton Malmberg Hård af Segerstad, Felix Persson, Märta Grauers |
| 6  | Rasmus Viberg                                      | Social Butterfly       | Amir Aly, Henrik Wikström                                      |
| 7  | Pernilla Andersson                                 | Desperados             | Pernilla Andersson                                             |
| 8  | Danny Saucedo                                      | In the Club            | Danny Saucedo, Figge Boström, Peter Boström                    |

#### Resultat
| Nr | Bidrag                 | Antal röster | Antal röster | Plac. | Anm.          |
| Nr | Bidrag                 | Omgång 1     | Omgång 2     | Plac. | Anm.          |
| -- | ---------------------- | ------------ | ------------ | ----- | ------------- |
| 1  | Try Again              | 9 256        | —            | 8     | Utröstad      |
| 2  | Me and My Drum         | 25 634       | 42 104       | 2     | Till final    |
| 3  | Something in Your Eyes | 27 017       | 37 262       | 3     | Andra chansen |
| 4  | On My Own              | 10 860       | —            | 7     | Utröstad      |
| 5  | Oh My God              | 16 512       | 16 459       | 5     | Utröstad      |
| 6  | Social Butterfly       | 15 151       | —            | 6     | Utröstad      |
| 7  | Desperados             | 27 840       | 30 724       | 4     | Andra chansen |
| 8  | In the Club            | 60 872       | —            | 1     | Till final    |

#### Siffror
- Antal TV-tittare: 3 014 000 tittare[30]
- Antal tittarröster: 320 608 röster[31]
- Summa pengar insamlad till Radiohjälpen: 718 029 kronor[31]

### Deltävling 2: Göteborg
Deltävlingen sändes från Scandinavium i Göteborg lördagen den 12 februari 2011.

#### Startfält
Bidragen presenteras nedan i startordning.
| Nr | Artist               | Bidrag                  | Text och musik                                              |
| -- | -------------------- | ----------------------- | ----------------------------------------------------------- |
| 1  | Brolle               | 7 Days And 7 Nights     | Kjell Junior Wallmark                                       |
| 2  | Loreen               | My Heart is Refusing Me | Björn Djupström, Lorén Talhaoui, Moh Denebi                 |
| 3  | Babsan               | Ge mig en spanjor       | Larry Forsberg, Lennart Wastesson, Sven-Inge Sjöberg        |
| 4  | Elisabeth Andreassen | Vaken i en dröm         | Calle Kindbom, Lars Diedricson, Kristian Wejshag            |
| 5  | Sanna Nielsen        | I'm in Love             | Bobby Ljunggren, Irini Michas, Peter Boström, Thomas G:son  |
| 6  | The Moniker          | Oh My God!              | Daniel Karlsson                                             |
| 7  | Anniela              | Elektrisk               | Johan Alkenäs, Johan Fransson, Tim Larsson, Tobias Lundgren |
| 8  | Christian Walz       | Like Suicide            | Fernando Fuentes, Henrik Janson, Tony Nilsson               |

#### Resultat
| Nr | Bidrag                  | Antal röster | Antal röster | Plac. | Anm.          |
| Nr | Bidrag                  | Omgång 1     | Omgång 2     | Plac. | Anm.          |
| -- | ----------------------- | ------------ | ------------ | ----- | ------------- |
| 1  | 7 Days And 7 Nights     | 39 319       | 72 737       | 2     | Till final    |
| 2  | My Heart is Refusing Me | 19 749       | 31 034       | 4     | Andra chansen |
| 3  | Ge mig en spanjor       | 14 642       | —            | 7     | Utröstad      |
| 4  | Vaken i en dröm         | 13 010       | —            | 8     | Utröstad      |
| 5  | I'm in Love             | 43 524       | —            | 1     | Till final    |
| 6  | Oh My God!              | 28 624       | 37 631       | 3     | Andra chansen |
| 7  | Elektrisk               | 15 948       | —            | 6     | Utröstad      |
| 8  | Like Suicide            | 26 951       | 28 242       | 5     | Utröstad      |

#### Siffror
- Antal TV-tittare: 3 093 000 tittare[30]
- Antal tittarröster: 372 265 röster[31]
- Summa pengar insamlad till Radiohjälpen: 756 704 kronor[31]

### Deltävling 3: Linköping
Deltävlingen sändes från Cloetta Center i Linköping lördagen den 19 februari 2011.

#### Startfält
Bidragen presenteras nedan i startordning.
| Nr | Artist           | Bidrag                   | Text och musik                                                      |
| -- | ---------------- | ------------------------ | ------------------------------------------------------------------- |
| 1  | Linda Sundblad   | Lucky You                | Anders Wikström, Fredrik Thomander, Johan Bobäck, Linda Sundblad    |
| 2  | Simon Forsberg   | Tid att andas            | Fredrik Kempe                                                       |
| 3  | Sara Lumholdt    | Enemy                    | Anton Malmberg Hård af Segerstad, Niclas Lundin                     |
| 4  | The Playtones    | The King                 | Fredrik Kempe, Peter Kvint                                          |
| 5  | Shirley's Angels | I Thought It Was Forever | Alexander Bard, Bobby Ljunggren, Henrik Wikström, Robin Abrahamsson |
| 6  | Sebastian        | No One Else Could        | Andreas Alfredsson Grube, Sebastian Karlsson                        |
| 7  | Sara Varga       | Spring för livet         | Figge Boström, Sara Varga                                           |
| 8  | Eric Saade       | Popular                  | Fredrik Kempe                                                       |

#### Resultat
| Nr | Bidrag                   | Antal röster | Antal röster | Plac. | Anm.          |
| Nr | Bidrag                   | Omgång 1     | Omgång 2     | Plac. | Anm.          |
| -- | ------------------------ | ------------ | ------------ | ----- | ------------- |
| 1  | Lucky You                | 10 701       | —            | 6     | Utröstad      |
| 2  | Tid att andas            | 8 339        | —            | 8     | Utröstad      |
| 3  | Enemy                    | 8 689        | —            | 7     | Utröstad      |
| 4  | The King                 | 48 861       | 50 090       | 2     | Till final    |
| 5  | I Thought It Was Forever | 20 573       | 26 933       | 4     | Andra chansen |
| 6  | No One Else Could        | 15 406       | 25 423       | 5     | Utröstad      |
| 7  | Spring för livet         | 23 594       | 37 278       | 3     | Andra chansen |
| 8  | Popular                  | 89 175       | —            | 1     | Till final    |

#### Siffror
- Antal TV-tittare: 2 718 000 tittare[30]
- Antal tittarröster: 365 559 röster[31]
- Summa pengar insamlad till Radiohjälpen: 753 262 kronor[31]

### Deltävling 4: Malmö
Deltävlingen sändes från Malmö Arena i Malmö lördagen den 26 februari 2011.

#### Startfält
Bidragen presenteras nedan i startordning.
| Nr | Artist          | Bidrag                      | Text och musik                                                                        |
| -- | --------------- | --------------------------- | ------------------------------------------------------------------------------------- |
| 1  | Melody Club     | The Hunter                  | Erik Stenemo, Jon Axelsson, Kristofer Östergren, Niklas Stenemo                       |
| 2  | Julia Alvgard   | Better Or Worse             | Joar Lenz, Julia Alvgard, Manne Hjelm, Ola Holstad                                    |
| 3  | Lasse Stefanz   | En blick och nånting händer | Alexander Bard, Ola Håkansson, Tim Norell                                             |
| 4  | Linda Pritchard | Alive                       | Fredrik Kempe, Oscar Görres                                                           |
| 5  | Anders Fernette | Run                         | Desmond Child, Hugo Lira, Ian-Paolo Lira, Negin Djafari, Thomas Gustafsson            |
| 6  | Linda Bengtzing | E det fel på mej            | Daniel Barkman, Jörgen Ringqvist, Pontus Assarsson, Thomas G:son                      |
| 7  | Nicke Borg      | Leaving Home                | Anders Wikström, Fredrik Thomander, Jojo Borg Larsson, Nicke Borg                     |
| 8  | Love Generation | Dance Alone                 | Achraf Janussi, Bilal Hajji, Nadir Khayat, Novel Jannusi, Teddy Sky, Jimmy Thörnfeldt |

#### Resultat
| Nr | Bidrag                      | Antal röster | Antal röster | Plac. | Anm.          |
| Nr | Bidrag                      | Omgång 1     | Omgång 2     | Plac. | Anm.          |
| -- | --------------------------- | ------------ | ------------ | ----- | ------------- |
| 1  | The Hunter                  | 14 954       | —            | 7     | Utröstad      |
| 2  | Better Or Worse             | 18 867       | —            | 6     | Utröstad      |
| 3  | En blick och nånting händer | 32 686       | 26 355       | 5     | Utröstad      |
| 4  | Alive                       | 24 849       | 39 092       | 4     | Andra chansen |
| 5  | Run                         | 11 979       | —            | 8     | Utröstad      |
| 6  | E det fel på mej            | 38 875       | —            | 1     | Till final    |
| 7  | Leaving Home                | 34 091       | 48 966       | 2     | Till final    |
| 8  | Dance Alone                 | 38 122       | 43 508       | 3     | Andra chansen |

#### Siffror
- Antal TV-tittare: 2 826 000 tittare[30]
- Antal tittarröster: 372 822 röster[31]
- Summa pengar insamlad till Radiohjälpen: 737 987 kronor[31]

## Andra chansen: Sundsvall
Andra chansen sändes från Nordichallen i Sundsvall lördagen den 5 mars 2011 klockan 20:00–21:30 direkt i SVT1. Adam Alsing bistod programledarna som kommentator.
I uppsamlingsheatet tävlade de bidrag som hade placerat sig på tredje och fjärde plats i deltävlingarna. Inramningen av programmet bestod likt tidigare år av sex dueller, i vilka de tävlande bidragen duellerade om de två sista lediga platserna i finalen. Tittarna kunde likt i deltävlingarna rösta genom att ringa antingen 099-902 0X, där X var bidragets startnummer, för 9,90 kronor, vilka oavkortat gick till Radiohjälpen, eller 099-202 0X, där X var bidraget startnummer, för 3,60 kronor per samtal. Det gick även att SMS-rösta genom att skicka bidragets startnummer till antingen 72 999, för 9,90 kronor vilka oavkortat gick till Radiohjälpen, eller 72 211, för 3,60 kronor per SMS. I varje duell duellerade bidragen med startnummer ett och två, vilket innebar att tittarna enbart kunde rösta på de bidrag som tävlade i den pågående duellen; efter avslutad duell visades en snabbrepris, varpå omröstningen avslutades och nästkommande duell påbörjades.
Resultatet avgjordes i sex dueller, uppdelade på två omgångar. Sveriges Television hade på förhand bestämt att ett bidrag från deltävling x skulle möta ett bidrag från deltävling y i var och en av de fyra duellerna i uppsamlingsheatets första omgång. De bidrag som vann sina respektive dueller fick därefter duellerna mot en ny motståndare i tävlingens andra omgång; utfallet av duellträdet blev att vinnarna i duell nummer ett och två, och vinnarna i duell nummer tre och fyra, fick göra upp om segern i två dueller. Vinnarna i de två avgörande duellerna gick sedermera vidare till final. Sveriges Television hade på förhand även bestämt att de kvalificerade bidragens startnummer, där a innebär tidigast och b senast, i respektive deltävling skulle avgöra vilken plats i duellträdet som skulle upptas:
- De bidrag med startnummer a i deltävling ett och två fick den respektive deltävlingens första duellplats, medan de bidrag med startnummer b fick den respektive deltävlingens andra duellplats; således fick Jenny Silver och Loreen sina respektive deltävlingars första duellplatser, eftersom de i sina respektive deltävlingar startat före Pernilla Andersson och The Moniker, som därav fick sina respektive deltävlingars andra duellplatser.
- De bidrag med startnummer b i deltävling tre och fyra fick den respektive deltävlingens första duellplats, medan de bidrag med startnummer a fick den respektive deltävlingens andra duellplats; således fick Sara Varga och Love Generation sina respektive deltävlingars första duellplatser, eftersom de i sina respektive deltävlingar hade startat efter Shirley's Angels och Linda Pritchard, som därav fick sina respektive deltävlingars andra duellplatser.

Ett tekniskt fel gjorde att grafiken av misstag förväxlade de duellerande bidragens dyrare telefonnummer under snabbrepriserna för de tre första duellerna i den första duellomgången. Efter mycket kritik från såväl media som deltagande artister svarade Sveriges Television genom att hävda att felet inte hade påverkat utgången i de tre duellerna. En del efterfrågade konkreta belägg för detta påstående och ifrågasatte hur Sveriges Television kunde vara säkra på att inga tittare ringt fel nummer, dock utan svar.

### Startfält
Bidragen presenteras nedan i kronologisk ordning efter deltävling och startnummer.
| Deltävl. | Artist             | Bidrag                   | Text och musik                                                                        | Duell |
| -------- | ------------------ | ------------------------ | ------------------------------------------------------------------------------------- | ----- |
| 1        | Jenny Silver       | Something in Your Eyes   | Erik Bernholm, Henrik Sethsson, Thomas G:son                                          | 1     |
| 1        | Pernilla Andersson | Desperados               | Pernilla Andersson                                                                    | 4     |
| 2        | Loreen             | My Heart is Refusing Me  | Björn Djupström, Lorén Talhaoui, Moh Denebi                                           | 2     |
| 2        | The Moniker        | Oh My God!               | Daniel Karlsson                                                                       | 3     |
| 3        | Shirley's Angels   | I Thought It Was Forever | Alexander Bard, Bobby Ljunggren, Henrik Wikström, Robin Abrahamsson                   | 4     |
| 3        | Sara Varga         | Spring för livet         | Figge Boström, Sara Varga                                                             | 2     |
| 4        | Linda Pritchard    | Alive                    | Fredrik Kempe, Oscar Görres                                                           | 3     |
| 4        | Love Generation    | Dance Alone              | Achraf Janussi, Bilal Hajji, Nadir Khayat, Novel Jannusi, Teddy Sky, Jimmy Thörnfeldt | 1     |

#### Resultat
| Duellomgång 1 | Duellomgång 1 | Duellomgång 1 | Duellomgång 1 | Duellomgång 1 | Duellomgång 1 |
| ------------- | ------------- | ------------- | ------------- | ------------- | ------------- |

| Duellomgång 2 | Duellomgång 2 | Duellomgång 2 | Duellomgång 2 | Duellomgång 2 |
| ------------- | ------------- | ------------- | ------------- | ------------- |

| Duell | D:O | Nr | Bidrag | Antal röster | Anm. |
| ----- | --- | -- | ------ | ------------ | ---- |

| Duell | Nr | Bidrag | Antal röster | Anm. |
| ----- | -- | ------ | ------------ | ---- |

| 1 | 1:T | 1 | Something In Your Eyes   | 32 942 | Utröstad      |
| 1 | 4:S | 2 | Dance Alone              | 34 212 | Duellomgång 2 |
| 2 | 2:T | 1 | My Heart Is Refusing Me  | 42 892 | Utröstad      |
| 2 | 3:S | 2 | Spring för livet         | 54 807 | Duellomgång 2 |
| 3 | 2:S | 1 | Oh My God!               | 63 963 | Duellomgång 2 |
| 3 | 4:T | 2 | Alive                    | 40 698 | Utröstad      |
| 4 | 3:T | 1 | I Thought It Was Forever | 30 042 | Utröstad      |
| 4 | 1:S | 2 | Desperados               | 54 235 | Duellomgång 2 |

| 1 | 1 | Dance Alone      | 46 639 | Utröstad   |
| 2 | 2 | Spring för livet | 65 713 | Till final |

| 3 | 1 | Oh My God! | 68 478 | Till final |
| 4 | 2 | Desperados | 49 559 | Utröstad   |

#### Siffror
- Antal TV-tittare: 2 737 000 tittare[30]
- Antal tittarröster: 597 832 röster[31]
- Summa pengar insamlad till Radiohjälpen: 1 330 845 kronor[31]

## Finalen: Stockholm
Finalen sändes från Globen i Stockholm lördagen den 12 mars 2011 klockan 20:00–22:00 direkt i SVT1. Av de tio finalisterna hade åtta kvalificerat sig direkt från sina respektive deltävlingar, och två från uppsamlingsheatet Andra chansen.
Resultatet avgjordes likt tidigare år i form av kombinerad jury- och telefonröstning. Tittarna kunde rösta genom att ringa antingen 099-902 0X, där X var bidragets startnummer, för 9,90 kronor, vilka oavkortat gick till Radiohjälpen, eller 099-202 0X, där X var bidraget startnummer, för 3,60 kronor per samtal. Det gick även att SMS-rösta genom att skicka bidragets startnummer till antingen 72 999, för 9,90 kronor vilka oavkortat gick till Radiohjälpen, eller 72 211, för 3,60 kronor per SMS. Tittarna hade möjlighet att rösta även under tiden de elva jurygrupperna lämnade sina poäng. De elva jurygrupperna bestod till antalet av elva länder, varav samtliga senare kom att ställa upp i Eurovision Song Contest i Düsseldorf, och avlade poängen 1, 2, 4, 6, 8, 10 och 12; totalt 473 poäng. Samtliga poäng lästes upp av Adam Alsing.
Istället för att tittarnas poäng delades ut enligt samma skala som den internationella juryns multiplar av elva, kom tittarrösterna att avgöra hur mycket poäng varje bidrag skulle få; tittarnas poäng fördelades för första gången procentuellt mellan bidragen utifrån antalet röster. Hade ett bidrag fått tio procent av det totala antalet röster, skulle det få tio procent av tittarnas 473 poäng, det vill säga 47. Likt tidigare år redovisades tittarnas poäng från den lägsta till den högsta summan.

### Startfält
Bidragen listas nedan i startordning.
| Nr | Artist                                             | Bidrag              | Text och musik                                                    | Deltävl.  |
| -- | -------------------------------------------------- | ------------------- | ----------------------------------------------------------------- | --------- |
| 1  | Danny Saucedo                                      | In the Club         | Danny Saucedo, Figge Boström, Peter Boström                       | 1         |
| 2  | Sara Varga                                         | Spring för livet    | Figge Boström, Sara Varga                                         | 3 + A. C. |
| 3  | The Moniker                                        | Oh My God!          | Daniel Karlsson                                                   | 2 + A. C. |
| 4  | Brolle                                             | 7 Days And 7 Nights | Kjell Junior Wallmark                                             | 2         |
| 5  | Linda Bengtzing                                    | E det fel på mej    | Daniel Barkman, Jörgen Ringqvist, Pontus Assarsson, Thomas G:son  | 4         |
| 6  | Nicke Borg                                         | Leaving Home        | Anders Wikström, Fredrik Thomander, Jojo Borg Larsson, Nicke Borg | 4         |
| 7  | Swingfly feat. Beatrice Stars & Christoffer Hiding | Me and My Drum      | Johan Ramström, Patrik Magnusson, Richard Silva II, Teron Beal    | 1         |
| 8  | Sanna Nielsen                                      | I'm in Love         | Bobby Ljunggren, Irini Michas, Peter Boström, Thomas G:son        | 2         |
| 9  | The Playtones                                      | The King            | Fredrik Kempe, Peter Kvint                                        | 3         |
| 10 | Eric Saade                                         | Popular             | Fredrik Kempe                                                     | 3         |

#### Resultat
| Nr | Bidrag              | Juryomröstningen | Juryomröstningen | Juryomröstningen | Juryomröstningen | Juryomröstningen | Juryomröstningen | Juryomröstningen | Juryomröstningen | Juryomröstningen | Juryomröstningen | Juryomröstningen | Juryomröstningen | Tittaromröstningen | Tittaromröstningen | Summa | Plac. |
| Nr | Bidrag              | RU               | UA               | FR               | GR               | MT               | HR               | SM               | DE               | GB               | IE               | NO               | Poäng            | Antal röster       | Poäng              | Summa | Plac. |
| -- | ------------------- | ---------------- | ---------------- | ---------------- | ---------------- | ---------------- | ---------------- | ---------------- | ---------------- | ---------------- | ---------------- | ---------------- | ---------------- | ------------------ | ------------------ | ----- | ----- |
| 1  | In the Club         | 10               | 4                | 10               | 10               | 10               | 4                | 6                | 12               | 1                | 6                | 6                | 79               | 197 143            | 70                 | 149   | 2     |
| 2  | Spring för livet    | 2                | —                | —                | 4                | —                | 6                | 8                | 1                | 2                | —                | —                | 23               | 76 025             | 27                 | 50    | 9     |
| 3  | Oh My God!          | 12               | 8                | 8                | 1                | —                | —                | —                | 4                | 6                | 8                | 8                | 55               | 194 568            | 69                 | 124   | 3     |
| 4  | 7 Days And 7 Nights | —                | 1                | —                | —                | 2                | 1                | —                | —                | —                | —                | 4                | 8                | 57 717             | 21                 | 29    | 10    |
| 5  | E det fel på mej    | 8                | 2                | 2                | 6                | 6                | 12               | 4                | —                | —                | 2                | —                | 42               | 43 355             | 16                 | 58    | 7     |
| 6  | Leaving Home        | —                | —                | —                | —                | 1                | —                | 10               | 8                | —                | —                | 1                | 20               | 103 046            | 37                 | 57    | 8     |
| 7  | Me and My Drum      | —                | —                | 1                | —                | —                | —                | 12               | 10               | 8                | 1                | 12               | 44               | 138 004            | 49                 | 93    | 5     |
| 8  | I'm in Love         | 1                | 12               | 6                | 12               | 8                | 10               | —                | —                | 4                | 12               | 10               | 75               | 109 630            | 39                 | 114   | 4     |
| 9  | The King            | 6                | 6                | 4                | 2                | 4                | 2                | 2                | 6                | 10               | 4                | —                | 46               | 92 505             | 33                 | 79    | 6     |
| 10 | Popular             | 4                | 10               | 12               | 8                | 12               | 8                | 1                | 2                | 12               | 10               | 2                | 81               | 314 229            | 112                | 193   | 1     |

#### Siffror
- Antal TV-tittare: 3 667 000 tittare[30]
- Antal tittarröster: 1 326 222 röster[31]
- Summa pengar insamlad till Radiohjälpen: 2 198 890 kronor[31]

Total statistik för hela turnén:
- Genomsnittligt antal TV-tittare per program: 3 009 000 tittare
- Totalt antal tittarröster: 3 355 308 röster
- Total summa pengar insamlad till Radiohjälpen: 6 495 717 kronor